# Élections législatives de 1962 dans la Seine
Les élections législatives françaises de 1962 se déroulent les 18 et 25 novembre 1962. Dans le département de la Seine, cinquante-cinq députés sont à élire dans le cadre de cinquante-cinq circonscriptions.

## Élus
| Circonscription | Député sortant          | Parti | Parti | Député élu ou réélu             | Parti | Parti |
| --------------- | ----------------------- | ----- | ----- | ------------------------------- | ----- | ----- |
| 1re             | Jean Legaret            |       | CNIP  | Pierre-Charles Krieg            |       | UNR   |
| 2e              | Michel Junot            |       | CNIP  | Jean Sainteny                   |       | UNR   |
| 3e              | Jean-Marie Le Pen       |       | CNIP  | René Capitant                   |       | UNR   |
| 4e              | Jean Albert-Sorel       |       | CNIP  | Pierre Bas                      |       | UNR   |
| 5e              | Édouard Frédéric-Dupont |       | CNIP  | Jacques Mer                     |       | UNR   |
| 6e              | Jacques Féron           |       | CNIP  | Bernard Dupérier                |       | UNR   |
| 7e              | Gabriel Kaspereit       |       | UNR   | Gabriel Kaspereit               |       | UNR   |
| 8e              | Jean-Charles Lepidi     |       | UNR   | Jean-Charles Lepidi             |       | UNR   |
| 9e              | André Fanton            |       | UNR   | André Fanton                    |       | UNR   |
| 10e             | Jacques Malleville      |       | UNR   | Jacques Malleville              |       | UNR   |
| 11e             | Raphaël Touret nsrp     |       | UNR   | Roger Frey                      |       | UNR   |
| 12e             | Pierre-Louis Bourgoin   |       | UNR   | Pierre-Louis Bourgoin           |       | UNR   |
| 13e             | René Sanson             |       | UNR   | René Sanson                     |       | UNR   |
| 14e             | Jean-Baptiste Biaggi    |       | UNR   | Hubert Germain                  |       | UNR   |
| 15e             | Julien Tardieu          |       | CNIP  | Michel de Grailly               |       | UNR   |
| 16e             | Lucien Carbon nsrp      |       | UNR   | Christian de La Malène          |       | UNR   |
| 17e             | Jean Baylot             |       | CNIP  | Jacques Marette                 |       | UNR   |
| 18e             | Jean-Robert Debray      |       | CNIP  | Nicole de Hauteclocque          |       | UNR   |
| 19e             | Claude Roux             |       | UNR   | Claude Roux                     |       | UNR   |
| 20e             | Michel Habib-Deloncle   |       | UNR   | Michel Habib-Deloncle           |       | UNR   |
| 21e             | Henri Karcher nsrp      |       | UNR   | Bernard Lepeu                   |       | UNR   |
| 22e             | Pierre Ferri            |       | CNIP  | Jacques Sanglier                |       | UNR   |
| 23e             | Guy Vaschetti           |       | UNR   | Jean de Préaumont               |       | UNR   |
| 24e             | Jean de Préaumont nsrp  |       | UNR   | François Missoffe               |       | UNR   |
| 25e             | Michel Sy               |       | CNIP  | Alexandre Sanguinetti           |       | UNR   |
| 26e             | Joël Le Tac             |       | UNR   | Joël Le Tac                     |       | UNR   |
| 27e             | Jean Bernasconi         |       | UNR   | Jean Bernasconi                 |       | UNR   |
| 28e             | Pierre Ruais            |       | UNR   | Pierre Ruais                    |       | UNR   |
| 29e             | Paul Bellec nsrp        |       | UNR   | André Rives-Henrÿs              |       | UNR   |
| 30e             | Roger Pinoteau          |       | CNIP  | Marc Saintout                   |       | UNR   |
| 31e             | Albert Marcenet         |       | UNR   | Albert Marcenet                 |       | UNR   |
| 32e             | André Roulland          |       | UNR   | Alphonse Le Gallo               |       | SFIO  |
| 33e             | Jean Toutain            |       | UNR   | Raymond Barbet                  |       | PCF   |
| 34e             | Achille Peretti         |       | UNR   | Achille Peretti                 |       | UNR   |
| 35e             | Edmond Pezé             |       | UNR   | Edmond Pezé                     |       | UNR   |
| 36e             | Marcelle Devaud         |       | UNR   | Waldeck L'Huillier              |       | PCF   |
| 37e             | Jacques Sanglier nsrp   |       | UNR   | Michel Maurice-Bokanowski       |       | UNR   |
| 38e             | Roland Carter           |       | UNR   | Roland Carter                   |       | UNR   |
| 39e             | Jean-Charles Privet     |       | SFIO  | Étienne Fajon                   |       | PCF   |
| 40e             | Fernand Grenier         |       | PCF   | Fernand Grenier                 |       | PCF   |
| 41e             | Waldeck Rochet          |       | PCF   | Waldeck Rochet                  |       | PCF   |
| 42e             | Maurice Nilès           |       | PCF   | Maurice Nilès                   |       | PCF   |
| 43e             | Robert Calméjane        |       | UNR   | Robert Calméjane                |       | UNR   |
| 44e             | Jean Lolive             |       | PCF   | Jean Lolive                     |       | PCF   |
| 45e             | Jean-Pierre Profichet   |       | UNR   | Louis Odru                      |       | PCF   |
| 46e             | Antoine Quinson         |       | CR    | Robert-André Vivien             |       | UNR   |
| 47e             | Roland Nungesser        |       | UNR   | Roland Nungesser                |       | UNR   |
| 48e             | Philippe Vayron         |       | CNIP  | Pierre Billotte                 |       | UNR   |
| 49e             | Michel Peytel           |       | UNR   | Raoul Bleuse                    |       | PSU   |
| 50e             | Maurice Thorez          |       | PCF   | Maurice Thorez                  |       | PCF   |
| 51e             | Daniel Dreyfous-Ducas   |       | UNR   | Fernand Dupuy                   |       | PCF   |
| 52e             | Antoine Lacroix         |       | SFIO  | Marie-Claude Vaillant-Couturier |       | PCF   |
| 53e             | Paul Mainguy            |       | UNR   | Paul Mainguy                    |       | UNR   |
| 54e             | Raymond Poutier nsrp    |       | UNR   | Pierre Comte-Offenbach          |       | UNR   |
| 55e             | René Plazanet           |       | UNR   | Léon Salagnac                   |       | PCF   |

## Résultats

### Résultats à l'échelle du département
| Parti                         | Parti                                          | Parti                                          | Premier tour | Premier tour | Second tour | Second tour | Sièges |
| Parti                         | Parti                                          | Parti                                          | Voix         | %            | Voix        | %           | Sièges |
| ----------------------------- | ---------------------------------------------- | ---------------------------------------------- | ------------ | ------------ | ----------- | ----------- | ------ |
|                               |                                                | Union pour la nouvelle République (UDT)        | 876 234      | 39,22        | 1 009 844   | 52,68       | 41     |
|                               | Modérés                                        | 35 704                                         | 1,60         | 11 396       | 0,59        | 0           |        |
|                               | Divers droite (gaulliste)                      | 14 519                                         | 0,65         | Retrait      | Retrait     | 0           |        |
| Total Majorité présidentielle | Total Majorité présidentielle                  | 926 457                                        | 41,47        | 1 021 240    | 53,27       | 41          |        |
|                               | Parti communiste français                      | Parti communiste français                      | 695 378      | 31,13        | 659 352     | 34,39       | 12     |
|                               |                                                | Centre national des indépendants et paysans    | 241 828      | 10,83        | 139 921     | 7,30        | 0      |
|                               | Mouvement républicain populaire                | 52 181                                         | 2,34         | Retrait      | Retrait     | 0           |        |
|                               | Centre républicain                             | 33 203                                         | 1,49         | 6 350        | 0,33        | 0           |        |
| Total Centre démocratique     | Total Centre démocratique                      | 327 212                                        | 14,65        | 146 271      | 7,63        | 0           |        |
|                               | Section française de l'Internationale ouvrière | Section française de l'Internationale ouvrière | 160 716      | 7,19         | 44 071      | 2,30        | 1      |
|                               | Parti socialiste unifié                        | Parti socialiste unifié                        | 80 168       | 3,59         | 35 345      | 1,84        | 1      |
|                               | Parti radical                                  | Parti radical                                  | 30 037       | 1,34         | 6 245       | 0,33        | 0      |
|                               | Extrême droite                                 | Extrême droite                                 | 10 554       | 0,47         | 4 546       | 0,24        | 0      |
|                               | Divers                                         | Divers                                         | 3 135        | 0,14         |             |             | 0      |
|                               | Extrême gauche                                 | Extrême gauche                                 | 268          | 0,01         | 0           |             |        |
|                               |                                                |                                                |              |              |             |             |        |
| Inscrits                      | Inscrits                                       | Inscrits                                       | 3 265 118    | 100,00       | 2 827 206   | 100,00      | 55     |
| Abstentions                   | Abstentions                                    | Abstentions                                    | 983 236      | 30,11        | 826 550     | 29,24       |        |
| Votants                       | Votants                                        | Votants                                        | 2 281 882    | 69,89        | 2 000 656   | 70,76       |        |
| Blancs et nuls                | Blancs et nuls                                 | Blancs et nuls                                 | 47 957       | 2,1          | 83 586      | 4,18        |        |
| Exprimés                      | Exprimés                                       | Exprimés                                       | 2 233 925    | 97,9         | 1 917 070   | 95,82       |        |
| Source : Gallica et CEVIPOF   |                                                |                                                |              |              |             |             |        |

### Résultats par circonscription
| Aller aux résultats d'une circonscription |
| --- |
| 1re • 2e • 3e • 4e • 5e • 6e • 7e • 8e • 9e • 10e • 11e • 12e • 13e • 14e • 15e 16e • 17e • 18e • 19e • 20e • 21e • 22e • 23e • 24e • 25e • 26e • 27e • 28e • 29e • 30e 31e • 32e • 33e • 34e • 35e • 36e • 37e • 38e • 39e • 40e • 41e • 42e • 43e • 44e • 45e 46e • 47e • 48e • 49e • 50e • 51e • 52e • 53e • 54e • 55e |

#### Première circonscription
| Candidat                    | Candidat                 | Parti          | Premier tour | Premier tour | Second tour | Second tour |  |
| Candidat                    | Candidat                 | Parti          | Voix         | %            | Voix        | %           |  |
| --------------------------- | ------------------------ | -------------- | ------------ | ------------ | ----------- | ----------- |  |
|                             | Pierre-Charles Krieg élu | UNR-UDT        | 14 894       | 39,79        | 17 914      | 45,77       |  |
|                             | Jean Legaret sortant     | CNIP           | 11 585       | 30,95        | 11 374      | 29,06       |  |
|                             | Charles Lederman         | PCF            | 9 207        | 24,6         | 9 852       | 25,17       |  |
|                             | Jack Lanfranco           | MRP            | 1 745        | 4,66         |             |             |  |
|                             |                          |                |              |              |             |             |  |
| Inscrits                    | Inscrits                 | Inscrits       | 59 258       | 100,00       | 59 257      | 100,00      |  |
| Abstentions                 | Abstentions              | Abstentions    | 20 964       | 35,38        | 19 430      | 32,79       |  |
| Votants                     | Votants                  | Votants        | 38 294       | 64,62        | 39 827      | 67,21       |  |
| Blancs et nuls              | Blancs et nuls           | Blancs et nuls | 863          | 2,25         | 687         | 1,72        |  |
| Exprimés                    | Exprimés                 | Exprimés       | 37 431       | 97,75        | 39 140      | 98,28       |  |
| Source : Gallica et CEVIPOF |                          |                |              |              |             |             |  |

#### Deuxième circonscription
| Candidat                    | Candidat             | Parti          | Premier tour | Premier tour | Second tour | Second tour |  |
| Candidat                    | Candidat             | Parti          | Voix         | %            | Voix        | %           |  |
| --------------------------- | -------------------- | -------------- | ------------ | ------------ | ----------- | ----------- |  |
|                             | Jean Sainteny élu    | UNR-UDT        | 15 106       | 38,91        | 21 601      | 57,48       |  |
|                             | Pierre Mialet        | PCF            | 10 031       | 25,84        | 15 271      | 40,63       |  |
|                             | Michel Junot sortant | CNIP           | 7 109        | 18,31        | 710         | 1,89        |  |
|                             | André Weil-Curiel    | SFIO           | 2 772        | 7,14         | Retrait     | Retrait     |  |
|                             | David Weill          | PSU            | 2 352        | 6,06         | Retrait     | Retrait     |  |
|                             | Georges Benhamou     | Modérés        | 870          | 2,24         |             |             |  |
|                             | Robert Azoulay       | Divers         | 584          | 1,5          |             |             |  |
|                             |                      |                |              |              |             |             |  |
| Inscrits                    | Inscrits             | Inscrits       | 60 310       | 100,00       | 60 311      | 100,00      |  |
| Abstentions                 | Abstentions          | Abstentions    | 20 765       | 34,43        | 20 543      | 34,06       |  |
| Votants                     | Votants              | Votants        | 39 545       | 65,57        | 39 768      | 65,94       |  |
| Blancs et nuls              | Blancs et nuls       | Blancs et nuls | 721          | 1,82         | 2 186       | 5,5         |  |
| Exprimés                    | Exprimés             | Exprimés       | 38 824       | 98,18        | 37 582      | 94,5        |  |
| Source : Gallica et CEVIPOF |                      |                |              |              |             |             |  |

#### Troisième circonscription
| Candidat                         | Candidat                  | Parti          | Premier tour | Premier tour | Second tour | Second tour |  |
| Candidat                         | Candidat                  | Parti          | Voix         | %            | Voix        | %           |  |
| -------------------------------- | ------------------------- | -------------- | ------------ | ------------ | ----------- | ----------- |  |
|                                  | René Capitant élu         | UNR-UDT        | 16 753       | 43,53        | 19 597      | 50,01       |  |
|                                  | René Thoirain             | PCF            | 7 556        | 19,63        | Retrait     | Retrait     |  |
|                                  | Jean-Marie Le Pen sortant | CNIP           | 7 092        | 18,43        | 6 240       | 15,92       |  |
|                                  | Robert Verdier            | PSU            | 4 211        | 10,94        | 13 348      | 34,06       |  |
|                                  | Frédéric Choffé           | SFIO           | 2 608        | 6,78         | Retrait     | Retrait     |  |
|                                  | Paul Griffon              | Extrême gauche | 268          | 0,7          |             |             |  |
|                                  |                           |                |              |              |             |             |  |
| Inscrits                         | Inscrits                  | Inscrits       | 62 216       | 100,00       | 62 218      | 100,00      |  |
| Abstentions                      | Abstentions               | Abstentions    | 22 993       | 36,96        | 22 100      | 35,52       |  |
| Votants                          | Votants                   | Votants        | 39 223       | 63,04        | 40 118      | 64,48       |  |
| Blancs et nuls                   | Blancs et nuls            | Blancs et nuls | 735          | 1,87         | 933         | 2,33        |  |
| Exprimés                         | Exprimés                  | Exprimés       | 38 488       | 98,13        | 39 185      | 97,67       |  |
| Source : Data.gouv.fr et CEVIPOF |                           |                |              |              |             |             |  |

#### Quatrième circonscription
| Candidat                         | Candidat                  | Parti          | Premier tour | Premier tour | Second tour | Second tour |  |
| Candidat                         | Candidat                  | Parti          | Voix         | %            | Voix        | %           |  |
| -------------------------------- | ------------------------- | -------------- | ------------ | ------------ | ----------- | ----------- |  |
|                                  | Pierre Bas élu            | UNR-UDT        | 14 821       | 44,06        | 18 286      | 53,29       |  |
|                                  | Jean Albert-Sorel sortant | CNIP           | 8 907        | 26,48        | 9 901       | 28,85       |  |
|                                  | Charles Perlican          | PCF            | 5 647        | 16,79        | 6 130       | 17,86       |  |
|                                  | Jacques Mathieu           | MRP            | 2 722        | 8,09         | Retrait     | Retrait     |  |
|                                  | Jean-Pierre Giraudoux     | Modérés        | 1 541        | 4,58         |             |             |  |
|                                  |                           |                |              |              |             |             |  |
| Inscrits                         | Inscrits                  | Inscrits       | 51 745       | 100,00       | 51 745      | 100,00      |  |
| Abstentions                      | Abstentions               | Abstentions    | 17 469       | 33,76        | 16 640      | 32,16       |  |
| Votants                          | Votants                   | Votants        | 34 276       | 66,24        | 35 105      | 67,84       |  |
| Blancs et nuls                   | Blancs et nuls            | Blancs et nuls | 638          | 1,86         | 788         | 2,24        |  |
| Exprimés                         | Exprimés                  | Exprimés       | 33 638       | 98,14        | 34 317      | 97,76       |  |
| Source : Data.gouv.fr et CEVIPOF |                           |                |              |              |             |             |  |

#### Cinquième circonscription
| Candidat                  | Candidat                        | Parti          | Premier tour | Premier tour | Second tour | Second tour |  |
| Candidat                  | Candidat                        | Parti          | Voix         | %            | Voix        | %           |  |
| ------------------------- | ------------------------------- | -------------- | ------------ | ------------ | ----------- | ----------- |  |
|                           | Jacques Mer élu                 | UNR-UDT        | 17 621       | 43,1         | 21 152      | 50,24       |  |
|                           | Édouard Frédéric-Dupont sortant | CNIP           | 15 121       | 36,99        | 16 111      | 38,27       |  |
|                           | Monique Lafon                   | PCF            | 4 242        | 10,38        | 4 836       | 11,49       |  |
|                           | Michel Salles                   | SFIO           | 2 746        | 6,72         | Retrait     | Retrait     |  |
|                           | René Dillemann                  | Modérés        | 1 150        | 2,81         |             |             |  |
|                           |                                 |                |              |              |             |             |  |
| Inscrits                  | Inscrits                        | Inscrits       | 61 994       | 100,00       | 61 995      | 100,00      |  |
| Abstentions               | Abstentions                     | Abstentions    | 20 489       | 33,05        | 19 171      | 30,92       |  |
| Votants                   | Votants                         | Votants        | 41 505       | 66,95        | 42 824      | 69,08       |  |
| Blancs et nuls            | Blancs et nuls                  | Blancs et nuls | 625          | 1,51         | 725         | 1,69        |  |
| Exprimés                  | Exprimés                        | Exprimés       | 40 880       | 98,49        | 42 099      | 98,31       |  |
| Source : CDSP et Le Monde |                                 |                |              |              |             |             |  |

#### Sixième circonscription
| Candidat                         | Candidat               | Parti          | Premier tour | Premier tour | Second tour | Second tour |  |
| Candidat                         | Candidat               | Parti          | Voix         | %            | Voix        | %           |  |
| -------------------------------- | ---------------------- | -------------- | ------------ | ------------ | ----------- | ----------- |  |
|                                  | Bernard Dupérier élu   | UNR-UDT        | 13 484       | 46,51        | 15 698      | 52,17       |  |
|                                  | Jacques Féron sortant  | CNIP           | 8 865        | 30,58        | 11 412      | 37,93       |  |
|                                  | Émile Petit            | PCF            | 2 666        | 9,2          | 2 979       | 9,9         |  |
|                                  | Jean Senard            | SFIO           | 2 035        | 7,02         | Retrait     | Retrait     |  |
|                                  | Luc Bourcier de Carbon | Modérés        | 1 944        | 6,7          | Retrait     | Retrait     |  |
|                                  |                        |                |              |              |             |             |  |
| Inscrits                         | Inscrits               | Inscrits       | 43 751       | 100,00       | 43 853      | 100,00      |  |
| Abstentions                      | Abstentions            | Abstentions    | 14 409       | 32,93        | 13 315      | 30,36       |  |
| Votants                          | Votants                | Votants        | 29 342       | 67,07        | 30 538      | 69,64       |  |
| Blancs et nuls                   | Blancs et nuls         | Blancs et nuls | 348          | 1,19         | 449         | 1,47        |  |
| Exprimés                         | Exprimés               | Exprimés       | 28 994       | 98,81        | 30 089      | 98,53       |  |
| Source : Data.gouv.fr et CEVIPOF |                        |                |              |              |             |             |  |

#### Septième circonscription
| Candidat                  | Candidat                        | Parti          | Premier tour | Premier tour | Second tour | Second tour |  |
| Candidat                  | Candidat                        | Parti          | Voix         | %            | Voix        | %           |  |
| ------------------------- | ------------------------------- | -------------- | ------------ | ------------ | ----------- | ----------- |  |
|                           | Gabriel Kaspereit sortant réélu | UNR-UDT        | 17 528       | 48,13        | 21 039      | 57,26       |  |
|                           | Janine Alexandre-Debray         | CNIP           | 5 841        | 16,04        | 7 504       | 20,42       |  |
|                           | Raymond Barbé                   | PCF            | 5 444        | 14,95        | 8 197       | 22,31       |  |
|                           | Georges Leygnac                 | Radsoc         | 2 287        | 6,28         | Retrait     | Retrait     |  |
|                           | André Joublot                   | PSU            | 2 261        | 6,21         | Retrait     | Retrait     |  |
|                           | Louis Lambel                    | CR             | 1 891        | 5,19         | Retrait     | Retrait     |  |
|                           | Georges Magnant                 | MRP            | 974          | 2,67         |             |             |  |
|                           | Pierre J.L. Simon               | Extrême droite | 192          | 0,53         |             |             |  |
|                           |                                 |                |              |              |             |             |  |
| Inscrits                  | Inscrits                        | Inscrits       | 56 842       | 100,00       | 56 816      | 100,00      |  |
| Abstentions               | Abstentions                     | Abstentions    | 19 845       | 34,91        | 19 162      | 33,73       |  |
| Votants                   | Votants                         | Votants        | 36 997       | 65,09        | 37 654      | 66,27       |  |
| Blancs et nuls            | Blancs et nuls                  | Blancs et nuls | 579          | 1,56         | 914         | 2,43        |  |
| Exprimés                  | Exprimés                        | Exprimés       | 36 418       | 98,44        | 36 740      | 97,57       |  |
| Source : CDSP et Le Monde |                                 |                |              |              |             |             |  |

#### Huitième circonscription
| Candidat                         | Candidat                          | Parti          | Premier tour | Premier tour | Second tour | Second tour |  |
| Candidat                         | Candidat                          | Parti          | Voix         | %            | Voix        | %           |  |
| -------------------------------- | --------------------------------- | -------------- | ------------ | ------------ | ----------- | ----------- |  |
|                                  | Jean-Charles Lepidi sortant réélu | UNR-UDT        | 22 684       | 46,68        | 28 396      | 61,37       |  |
|                                  | Catherine Lagatu                  | PCF            | 11 585       | 23,84        | 17 871      | 38,63       |  |
|                                  | Georges Hirsch                    | SFIO           | 4 742        | 9,76         | Retrait     | Retrait     |  |
|                                  | Jacques Dominati                  | CNIP           | 4 628        | 9,52         | Retrait     | Retrait     |  |
|                                  | Maurice Combes                    | PSU            | 2 634        | 5,42         | Retrait     | Retrait     |  |
|                                  | Jean Carlier                      | Modérés        | 2 323        | 4,78         |             |             |  |
|                                  |                                   |                |              |              |             |             |  |
| Inscrits                         | Inscrits                          | Inscrits       | 73 122       | 100,00       | 73 039      | 100,00      |  |
| Abstentions                      | Abstentions                       | Abstentions    | 23 558       | 32,22        | 23 919      | 32,75       |  |
| Votants                          | Votants                           | Votants        | 49 564       | 67,78        | 49 120      | 67,25       |  |
| Blancs et nuls                   | Blancs et nuls                    | Blancs et nuls | 968          | 1,95         | 2 853       | 5,81        |  |
| Exprimés                         | Exprimés                          | Exprimés       | 48 596       | 98,05        | 46 267      | 94,19       |  |
| Source : Data.gouv.fr et CEVIPOF |                                   |                |              |              |             |             |  |

#### Neuvième circonscription
| Candidat                    | Candidat                   | Parti          | Premier tour | Premier tour | Second tour | Second tour |  |
| Candidat                    | Candidat                   | Parti          | Voix         | %            | Voix        | %           |  |
| --------------------------- | -------------------------- | -------------- | ------------ | ------------ | ----------- | ----------- |  |
|                             | André Fanton sortant réélu | UNR-UDT        | 14 045       | 43,76        | 18 129      | 57,06       |  |
|                             | Pierre Néron               | PCF            | 10 173       | 31,7         | 13 644      | 42,94       |  |
|                             | Jean Grousseaud            | Modérés        | 2 906        | 9,05         | Retrait     | Retrait     |  |
|                             | François Galy              | SFIO           | 2 364        | 7,37         | Retrait     | Retrait     |  |
|                             | André Hugues               | Radsoc         | 1 314        | 4,09         |             |             |  |
|                             | Francine Lefebvre          | MRP            | 1 293        | 4,03         |             |             |  |
|                             |                            |                |              |              |             |             |  |
| Inscrits                    | Inscrits                   | Inscrits       | 48 667       | 100,00       | 48 656      | 100,00      |  |
| Abstentions                 | Abstentions                | Abstentions    | 15 879       | 32,63        | 15 280      | 31,4        |  |
| Votants                     | Votants                    | Votants        | 32 788       | 67,37        | 33 376      | 68,6        |  |
| Blancs et nuls              | Blancs et nuls             | Blancs et nuls | 693          | 2,11         | 1 603       | 4,8         |  |
| Exprimés                    | Exprimés                   | Exprimés       | 32 095       | 97,89        | 31 773      | 95,2        |  |
| Source : Gallica et CEVIPOF |                            |                |              |              |             |             |  |

#### Dixième circonscription
| Candidat                    | Candidat                         | Parti          | Premier tour | Premier tour | Second tour | Second tour |  |
| Candidat                    | Candidat                         | Parti          | Voix         | %            | Voix        | %           |  |
| --------------------------- | -------------------------------- | -------------- | ------------ | ------------ | ----------- | ----------- |  |
|                             | Jacques Malleville sortant réélu | UNR-UDT        | 15 987       | 38,34        | 21 689      | 52,61       |  |
|                             | Florimond Bonte                  | PCF            | 13 980       | 33,53        | 19 539      | 47,39       |  |
|                             | Paul Pernin                      | CNIP           | 4 285        | 10,28        | Retrait     | Retrait     |  |
|                             | Yves Jouffa                      | PSU            | 2 668        | 6,4          | Retrait     | Retrait     |  |
|                             | Jean Léonetti                    | SFIO           | 2 157        | 5,17         | Retrait     | Retrait     |  |
|                             | François Delmas                  | Radsoc         | 2 052        | 4,92         |             |             |  |
|                             | Jacques Barbier                  | UFF            | 570          | 1,37         |             |             |  |
|                             |                                  |                |              |              |             |             |  |
| Inscrits                    | Inscrits                         | Inscrits       | 62 622       | 100,00       | 62 603      | 100,00      |  |
| Abstentions                 | Abstentions                      | Abstentions    | 20 108       | 32,11        | 19 277      | 30,79       |  |
| Votants                     | Votants                          | Votants        | 42 514       | 67,89        | 43 326      | 69,21       |  |
| Blancs et nuls              | Blancs et nuls                   | Blancs et nuls | 815          | 1,92         | 2 098       | 4,84        |  |
| Exprimés                    | Exprimés                         | Exprimés       | 41 699       | 98,08        | 41 228      | 95,16       |  |
| Source : Gallica et CEVIPOF |                                  |                |              |              |             |             |  |

#### Onzième circonscription
| Candidat       | Candidat       | Parti          | Premier tour | Premier tour | Second tour | Second tour |  |
| Candidat       | Candidat       | Parti          | Voix         | %            | Voix        | %           |  |
| -------------- | -------------- | -------------- | ------------ | ------------ | ----------- | ----------- |  |
|                | Roger Frey élu | UNR-UDT        | 16 897       | 47,69        | 19 506      | 55,88       |  |
|                | André Wurmser  | PCF            | 7 221        | 20,38        | 10 854      | 31,09       |  |
|                | Jean Dides     | Extrême droite | 3 883        | 10,96        | 4 546       | 13,02       |  |
|                | Jean Poperen   | PSU            | 2 445        | 6,9          | Retrait     | Retrait     |  |
|                | Roger Janot    | Radsoc         | 2 214        | 6,25         | Retrait     | Retrait     |  |
|                | Pierre Guérard | CNIP           | 1 588        | 4,48         |             |             |  |
|                | Louis Roussel  | Divers         | 1 182        | 3,34         |             |             |  |
|                |                |                |              |              |             |             |  |
| Inscrits       | Inscrits       | Inscrits       | 51 130       | 100,00       | 51 133      | 100,00      |  |
| Abstentions    | Abstentions    | Abstentions    | 15 056       | 29,45        | 15 024      | 29,38       |  |
| Votants        | Votants        | Votants        | 36 074       | 70,55        | 36 109      | 70,62       |  |
| Blancs et nuls | Blancs et nuls | Blancs et nuls | 644          | 1,79         | 1 203       | 3,33        |  |
| Exprimés       | Exprimés       | Exprimés       | 35 430       | 98,21        | 34 906      | 96,67       |  |

#### Douzième circonscription
| Candidat       | Candidat                            | Parti          | Premier tour | Premier tour | Second tour | Second tour |  |
| Candidat       | Candidat                            | Parti          | Voix         | %            | Voix        | %           |  |
| -------------- | ----------------------------------- | -------------- | ------------ | ------------ | ----------- | ----------- |  |
|                | Pierre-Louis Bourgoin sortant réélu | UNR-UDT        | 12 929       | 40,98        | 17 852      | 58,58       |  |
|                | Maria Doriath                       | PCF            | 8 894        | 28,19        | 12 620      | 41,42       |  |
|                | Pierre Le Goff                      | SFIO           | 3 643        | 11,55        | Retrait     | Retrait     |  |
|                | Régis Vayron                        | CNIP           | 3 462        | 10,97        | Retrait     | Retrait     |  |
|                | Antoine Ramond                      | Modérés        | 1 998        | 6,33         | Retrait     | Retrait     |  |
|                | Pierre Armand                       | CR             | 627          | 1,99         |             |             |  |
|                |                                     |                |              |              |             |             |  |
| Inscrits       | Inscrits                            | Inscrits       | 48 932       | 100,00       | 48 933      | 100,00      |  |
| Abstentions    | Abstentions                         | Abstentions    | 16 587       | 33,9         | 16 398      | 33,51       |  |
| Votants        | Votants                             | Votants        | 32 345       | 66,1         | 32 535      | 66,49       |  |
| Blancs et nuls | Blancs et nuls                      | Blancs et nuls | 792          | 2,45         | 2 063       | 6,34        |  |
| Exprimés       | Exprimés                            | Exprimés       | 31 553       | 97,55        | 30 472      | 93,66       |  |

#### Treizième circonscription
| Candidat       | Candidat                  | Parti          | Premier tour | Premier tour | Second tour | Second tour |  |
| Candidat       | Candidat                  | Parti          | Voix         | %            | Voix        | %           |  |
| -------------- | ------------------------- | -------------- | ------------ | ------------ | ----------- | ----------- |  |
|                | René Sanson sortant réélu | UNR-UDT        | 11 830       | 40,43        | 15 107      | 51,59       |  |
|                | Pierre Cot                | UP (PCF)       | 11 468       | 39,19        | 14 174      | 48,41       |  |
|                | Albert Frouard            | CR             | 4 094        | 13,99        | Retrait     | Retrait     |  |
|                | Jean Ottavy               | SFIO           | 1 870        | 6,39         | Retrait     | Retrait     |  |
|                |                           |                |              |              |             |             |  |
| Inscrits       | Inscrits                  | Inscrits       | 45 314       | 100,00       | 45 534      | 100,00      |  |
| Abstentions    | Abstentions               | Abstentions    | 15 405       | 34           | 14 979      | 32,9        |  |
| Votants        | Votants                   | Votants        | 29 909       | 66           | 30 555      | 67,1        |  |
| Blancs et nuls | Blancs et nuls            | Blancs et nuls | 647          | 2,16         | 1 274       | 4,17        |  |
| Exprimés       | Exprimés                  | Exprimés       | 29 262       | 97,84        | 29 281      | 95,83       |  |

#### Quatorzième circonscription
| Candidat       | Candidat                     | Parti          | Premier tour | Premier tour | Second tour | Second tour |  |
| Candidat       | Candidat                     | Parti          | Voix         | %            | Voix        | %           |  |
| -------------- | ---------------------------- | -------------- | ------------ | ------------ | ----------- | ----------- |  |
|                | Hubert Germain élu           | UNR-UDT        | 12 859       | 37,94        | 18 346      | 55          |  |
|                | André Voguet                 | PCF            | 9 945        | 29,34        | 15 009      | 45          |  |
|                | Jean-Baptiste Biaggi sortant | CR             | 3 747        | 11,06        | Retrait     | Retrait     |  |
|                | Gilles Martinet              | PSU            | 3 368        | 9,94         | Retrait     | Retrait     |  |
|                | Charles Géronimi             | SFIO           | 2 044        | 6,03         | Retrait     | Retrait     |  |
|                | Claude de Kémoularia         | CNIP           | 1 929        | 5,69         | Retrait     | Retrait     |  |
|                |                              |                |              |              |             |             |  |
| Inscrits       | Inscrits                     | Inscrits       | 51 606       | 100,00       | 51 618      | 100,00      |  |
| Abstentions    | Abstentions                  | Abstentions    | 16 985       | 32,91        | 16 303      | 31,58       |  |
| Votants        | Votants                      | Votants        | 34 621       | 67,09        | 35 315      | 68,42       |  |
| Blancs et nuls | Blancs et nuls               | Blancs et nuls | 729          | 2,11         | 1 960       | 5,55        |  |
| Exprimés       | Exprimés                     | Exprimés       | 33 892       | 97,89        | 33 355      | 94,45       |  |

#### Quinzième  circonscription
| Candidat       | Candidat               | Parti          | Premier tour | Premier tour | Second tour | Second tour |  |
| Candidat       | Candidat               | Parti          | Voix         | %            | Voix        | %           |  |
| -------------- | ---------------------- | -------------- | ------------ | ------------ | ----------- | ----------- |  |
|                | Michel de Grailly élu  | UNR-UDT        | 15 688       | 40,34        | 20 644      | 52,25       |  |
|                | Julien Tardieu sortant | CNIP           | 7 559        | 19,44        | 8 083       | 20,46       |  |
|                | Albert Boisseau        | PCF            | 6 451        | 16,59        | 10 786      | 27,3        |  |
|                | Claude Bourdet         | PSU            | 4 743        | 12,19        | Retrait     | Retrait     |  |
|                | Pierre Graziani        | SFIO           | 2 244        | 5,77         | Retrait     | Retrait     |  |
|                | Hubert Prangey         | MRP            | 2 208        | 5,68         | Retrait     | Retrait     |  |
|                |                        |                |              |              |             |             |  |
| Inscrits       | Inscrits               | Inscrits       | 60 623       | 100,00       | 60 622      | 100,00      |  |
| Abstentions    | Abstentions            | Abstentions    | 21 111       | 34,82        | 19 923      | 32,86       |  |
| Votants        | Votants                | Votants        | 39 512       | 65,18        | 40 699      | 67,14       |  |
| Blancs et nuls | Blancs et nuls         | Blancs et nuls | 619          | 1,57         | 1 186       | 2,91        |  |
| Exprimés       | Exprimés               | Exprimés       | 38 893       | 98,43        | 39 513      | 97,09       |  |

#### Seizième circonscription
| Candidat       | Candidat                             | Parti          | Premier tour | Premier tour | Second tour | Second tour |  |
| Candidat       | Candidat                             | Parti          | Voix         | %            | Voix        | %           |  |
| -------------- | ------------------------------------ | -------------- | ------------ | ------------ | ----------- | ----------- |  |
|                | Christian de La Malène sortant réélu | UNR-UDT        | 13 412       | 41,71        | 17 536      | 56,34       |  |
|                | Maria Rabaté                         | PCF            | 9 217        | 28,67        | 13 587      | 43,66       |  |
|                | Alain Griotteray                     | CNIP           | 5 324        | 16,56        | Retrait     | Retrait     |  |
|                | Pierre Giraud                        | SFIO           | 2 300        | 7,15         | Retrait     | Retrait     |  |
|                | André Calvès                         | PSU            | 1 900        | 5,91         | Retrait     | Retrait     |  |
|                |                                      |                |              |              |             |             |  |
| Inscrits       | Inscrits                             | Inscrits       | 49 988       | 100,00       | 49 986      | 100,00      |  |
| Abstentions    | Abstentions                          | Abstentions    | 17 252       | 34,51        | 17 091      | 34,19       |  |
| Votants        | Votants                              | Votants        | 32 736       | 65,49        | 32 895      | 65,81       |  |
| Blancs et nuls | Blancs et nuls                       | Blancs et nuls | 583          | 1,78         | 1 772       | 5,39        |  |
| Exprimés       | Exprimés                             | Exprimés       | 32 153       | 98,22        | 31 123      | 94,61       |  |

#### Dix-septième circonscription
| Candidat       | Candidat            | Parti          | Premier tour | Premier tour | Second tour | Second tour |  |
| Candidat       | Candidat            | Parti          | Voix         | %            | Voix        | %           |  |
| -------------- | ------------------- | -------------- | ------------ | ------------ | ----------- | ----------- |  |
|                | Jacques Marette élu | UNR-UDT        | 19 009       | 40,52        | 23 299      | 65,14       |  |
|                | Georges Demeure     | PCF            | 8 010        | 20,96        | 12 471      | 34,86       |  |
|                | Jean Baylot sortant | CNIP           | 6 829        | 17,87        | Retrait     | Retrait     |  |
|                | Georges Jumel       | PSU            | 4 373        | 11,44        | Retrait     | Retrait     |  |
|                |                     |                |              |              |             |             |  |
| Inscrits       | Inscrits            | Inscrits       | 59 796       | 100,00       | 59 668      | 100,00      |  |
| Abstentions    | Abstentions         | Abstentions    | 20 704       | 34,62        | 20 916      | 35,05       |  |
| Votants        | Votants             | Votants        | 39 092       | 65,38        | 38 752      | 64,95       |  |
| Blancs et nuls | Blancs et nuls      | Blancs et nuls | 871          | 2,23         | 2 982       | 7,7         |  |
| Exprimés       | Exprimés            | Exprimés       | 38 221       | 97,77        | 35 770      | 92,3        |  |

#### Dix-huitième circonscription
| Candidat       | Candidat                    | Parti          | Premier tour | Premier tour | Second tour | Second tour |  |
| Candidat       | Candidat                    | Parti          | Voix         | %            | Voix        | %           |  |
| -------------- | --------------------------- | -------------- | ------------ | ------------ | ----------- | ----------- |  |
|                | Nicole de Hauteclocque élue | UNR-UDT        | 14 501       | 49,2         | 16 180      | 53,24       |  |
|                | Jean-Robert Debray sortant  | CNIP           | 8 334        | 28,28        | 7 400       | 24,35       |  |
|                | Jean Roger                  | PCF            | 6 639        | 22,52        | 6 811       | 22,41       |  |
|                |                             |                |              |              |             |             |  |
| Inscrits       | Inscrits                    | Inscrits       | 46 167       | 100,00       | 45 894      | 100,00      |  |
| Abstentions    | Abstentions                 | Abstentions    | 15 766       | 34,15        | 14 919      | 32,51       |  |
| Votants        | Votants                     | Votants        | 30 401       | 65,85        | 30 975      | 67,49       |  |
| Blancs et nuls | Blancs et nuls              | Blancs et nuls | 927          | 3,05         | 584         | 1,89        |  |
| Exprimés       | Exprimés                    | Exprimés       | 29 474       | 96,95        | 30 391      | 98,11       |  |

#### Dix-neuvième circonscription
| Candidat       | Candidat                  | Parti          | Premier tour | Premier tour | Second tour | Second tour |  |
| Candidat       | Candidat                  | Parti          | Voix         | %            | Voix        | %           |  |
| -------------- | ------------------------- | -------------- | ------------ | ------------ | ----------- | ----------- |  |
|                | Claude Roux sortant réélu | UNR-UDT        | 14 126       | 42,7         | 18 880      | 59,08       |  |
|                | André Moroni              | PCF            | 8 762        | 26,48        | 13 076      | 40,92       |  |
|                | Denis Baudouin            | CNIP           | 4 970        | 15,02        | Retrait     | Retrait     |  |
|                | Albert Gazier             | SFIO           | 3 966        | 11,99        | Retrait     | Retrait     |  |
|                | Jean Bloch                | Modérés        | 777          | 2,35         |             |             |  |
|                | Jean-François Le Petit    | Divers         | 483          | 1,46         |             |             |  |
|                |                           |                |              |              |             |             |  |
| Inscrits       | Inscrits                  | Inscrits       | 52 848       | 100,00       | 52 728      | 100,00      |  |
| Abstentions    | Abstentions               | Abstentions    | 19 134       | 36,21        | 18 521      | 35,13       |  |
| Votants        | Votants                   | Votants        | 33 714       | 63,79        | 34 207      | 64,87       |  |
| Blancs et nuls | Blancs et nuls            | Blancs et nuls | 630          | 1,87         | 2 251       | 6,58        |  |
| Exprimés       | Exprimés                  | Exprimés       | 33 084       | 98,13        | 31 956      | 93,42       |  |

#### Vingtième circonscription
| Candidat       | Candidat                            | Parti                     | Premier tour | Premier tour | Second tour | Second tour |  |
| Candidat       | Candidat                            | Parti                     | Voix         | %            | Voix        | %           |  |
| -------------- | ----------------------------------- | ------------------------- | ------------ | ------------ | ----------- | ----------- |  |
|                | Michel Habib-Deloncle sortant réélu | UNR-UDT                   | 22 982       | 49,81        | 26 659      | 59,2        |  |
|                | Jacques Isorni                      | CNIP                      | 8 819        | 19,11        | 11 875      | 26,37       |  |
|                | Robert Abdesselam                   | Modérés                   | 4 771        | 10,34        | Retrait     | Retrait     |  |
|                | Albert Ouzoulias                    | PCF                       | 4 562        | 9,89         | 6 500       | 14,43       |  |
|                | Colette Audry                       | PSU                       | 2 941        | 6,37         | Retrait     | Retrait     |  |
|                | Maurice Richard                     | SFIO                      | 1 657        | 3,59         |             |             |  |
|                | Roger André                         | Divers droite (Gaulliste) | 407          | 0,88         |             |             |  |
|                |                                     |                           |              |              |             |             |  |
| Inscrits       | Inscrits                            | Inscrits                  | 69 191       | 100,00       | 69 186      | 100,00      |  |
| Abstentions    | Abstentions                         | Abstentions               | 22 515       | 32,54        | 22 814      | 32,97       |  |
| Votants        | Votants                             | Votants                   | 46 676       | 67,46        | 46 372      | 67,03       |  |
| Blancs et nuls | Blancs et nuls                      | Blancs et nuls            | 537          | 1,15         | 1 338       | 2,89        |  |
| Exprimés       | Exprimés                            | Exprimés                  | 46 139       | 98,85        | 45 034      | 97,11       |  |

#### Vingt-et-unième circonscription
| Candidat       | Candidat                    | Parti          | Premier tour | Premier tour | Second tour | Second tour |  |
| Candidat       | Candidat                    | Parti          | Voix         | %            | Voix        | %           |  |
| -------------- | --------------------------- | -------------- | ------------ | ------------ | ----------- | ----------- |  |
|                | Bernard Lepeu élu           | UNR-UDT        | 16 274       | 40,92        | 19 176      | 46,2        |  |
|                | Pierre-Christian Taittinger | CNIP           | 16 160       | 40,63        | 18 114      | 43,65       |  |
|                | Robert Bouvier              | PCF            | 3 693        | 9,29         | 4 213       | 10,15       |  |
|                | Léon Boutbien               | SFIO           | 3 646        | 9,17         | Retrait     | Retrait     |  |
|                |                             |                |              |              |             |             |  |
| Inscrits       | Inscrits                    | Inscrits       | 60 433       | 100,00       | 60 460      | 100,00      |  |
| Abstentions    | Abstentions                 | Abstentions    | 20 137       | 33,32        | 18 373      | 30,39       |  |
| Votants        | Votants                     | Votants        | 40 296       | 66,68        | 42 087      | 69,61       |  |
| Blancs et nuls | Blancs et nuls              | Blancs et nuls | 523          | 1,3          | 584         | 1,39        |  |
| Exprimés       | Exprimés                    | Exprimés       | 39 773       | 98,7         | 41 503      | 98,61       |  |

#### Vingt-deuxième circonscription
| Candidat       | Candidat             | Parti          | Premier tour | Premier tour | Second tour | Second tour |  |
| Candidat       | Candidat             | Parti          | Voix         | %            | Voix        | %           |  |
| -------------- | -------------------- | -------------- | ------------ | ------------ | ----------- | ----------- |  |
|                | Jacques Sanglier élu | UNR-UDT        | 13 556       | 47,58        | 16 065      | 55,98       |  |
|                | Pierre Ferri sortant | CNIP           | 5 372        | 18,86        | 9 304       | 32,42       |  |
|                | Georges Sauge        | Modérés        | 3 459        | 12,14        | Retrait     | Retrait     |  |
|                | Robert Fost          | PCF            | 2 657        | 9,33         | 3 327       | 11,59       |  |
|                | Charles Raffin       | SFIO           | 2 040        | 7,16         | Retrait     | Retrait     |  |
|                | Pierre Devraigne     | CR             | 1 405        | 4,93         |             |             |  |
|                |                      |                |              |              |             |             |  |
| Inscrits       | Inscrits             | Inscrits       | 42 704       | 100,00       | 42 705      | 100,00      |  |
| Abstentions    | Abstentions          | Abstentions    | 13 846       | 32,42        | 13 399      | 31,38       |  |
| Votants        | Votants              | Votants        | 28 858       | 67,58        | 29 306      | 68,62       |  |
| Blancs et nuls | Blancs et nuls       | Blancs et nuls | 369          | 1,28         | 610         | 2,08        |  |
| Exprimés       | Exprimés             | Exprimés       | 28 489       | 98,72        | 28 696      | 97,92       |  |

#### Vingt-troisième circonscription
| Candidat       | Candidat              | Parti          | Premier tour | Premier tour | Second tour | Second tour |  |
| Candidat       | Candidat              | Parti          | Voix         | %            | Voix        | %           |  |
| -------------- | --------------------- | -------------- | ------------ | ------------ | ----------- | ----------- |  |
|                | Jean de Préaumont élu | UNR-UDT        | 13 717       | 42,83        | 17 583      | 54,34       |  |
|                | Guy Vaschetti sortant | Modérés        | 5 750        | 17,95        | 9 349       | 28,89       |  |
|                | Paul Faber            | CR             | 4 450        | 13,9         | Retrait     | Retrait     |  |
|                | Pierre Durand         | PCF            | 3 772        | 11,78        | 5 428       | 16,77       |  |
|                | Bernard Rouzet        | PSU            | 2 449        | 7,65         | Retrait     | Retrait     |  |
|                | Michel Poniatowski    | CNIP           | 1 887        | 5,89         | Retrait     | Retrait     |  |
|                |                       |                |              |              |             |             |  |
| Inscrits       | Inscrits              | Inscrits       | 47 867       | 100,00       | 47 867      | 100,00      |  |
| Abstentions    | Abstentions           | Abstentions    | 15 328       | 32,02        | 14 735      | 30,78       |  |
| Votants        | Votants               | Votants        | 32 539       | 67,98        | 33 132      | 69,22       |  |
| Blancs et nuls | Blancs et nuls        | Blancs et nuls | 514          | 1,58         | 772         | 2,33        |  |
| Exprimés       | Exprimés              | Exprimés       | 32 025       | 98,42        | 32 360      | 97,67       |  |

#### Vingt-quatrième circonscription
| Candidat       | Candidat                        | Parti          | Premier tour | Premier tour | Second tour | Second tour |  |
| Candidat       | Candidat                        | Parti          | Voix         | %            | Voix        | %           |  |
| -------------- | ------------------------------- | -------------- | ------------ | ------------ | ----------- | ----------- |  |
|                | François Missoffe sortant réélu | UNR-UDT        | 14 269       | 49,49        | 17 163      | 62,71       |  |
|                | Léon Treins                     | PCF            | 7 067        | 24,51        | 10 205      | 37,29       |  |
|                | Pascal Arrighi                  | CNIP           | 3 631        | 12,59        | Retrait     | Retrait     |  |
|                | Maurice Weill                   | SFIO           | 3 298        | 11,44        | Retrait     | Retrait     |  |
|                | Georges Blais                   | UFF            | 567          | 1,97         |             |             |  |
|                |                                 |                |              |              |             |             |  |
| Inscrits       | Inscrits                        | Inscrits       | 43 815       | 100,00       | 43 815      | 100,00      |  |
| Abstentions    | Abstentions                     | Abstentions    | 14 256       | 32,54        | 14 542      | 33,19       |  |
| Votants        | Votants                         | Votants        | 29 559       | 67,46        | 29 273      | 66,81       |  |
| Blancs et nuls | Blancs et nuls                  | Blancs et nuls | 727          | 2,46         | 1 905       | 6,51        |  |
| Exprimés       | Exprimés                        | Exprimés       | 28 832       | 97,54        | 27 368      | 93,49       |  |

#### Vingt-cinquième circonscription
| Candidat                    | Candidat                  | Parti          | Premier tour | Premier tour | Second tour | Second tour |  |
| Candidat                    | Candidat                  | Parti          | Voix         | %            | Voix        | %           |  |
| --------------------------- | ------------------------- | -------------- | ------------ | ------------ | ----------- | ----------- |  |
|                             | Alexandre Sanguinetti élu | UNR-UDT        | 15 882       | 42,21        | 19 258      | 50,53       |  |
|                             | Camille Denis             | PCF            | 9 360        | 24,88        | 12 608      | 33,08       |  |
|                             | Dominique Pado            | Radsoc         | 4 429        | 11,77        | 6 245       | 16,39       |  |
|                             | Paul Parpais              | SFIO           | 4 238        | 11,26        | Retrait     | Retrait     |  |
|                             | Michel Sy sortant         | CNIP           | 3 714        | 9,87         | Retrait     | Retrait     |  |
|                             |                           |                |              |              |             |             |  |
| Inscrits                    | Inscrits                  | Inscrits       | 56 321       | 100,00       | 56 321      | 100,00      |  |
| Abstentions                 | Abstentions               | Abstentions    | 17 926       | 31,83        | 17 358      | 30,82       |  |
| Votants                     | Votants                   | Votants        | 38 395       | 68,17        | 38 963      | 69,18       |  |
| Blancs et nuls              | Blancs et nuls            | Blancs et nuls | 772          | 2,01         | 852         | 2,19        |  |
| Exprimés                    | Exprimés                  | Exprimés       | 37 623       | 97,99        | 38 111      | 97,81       |  |
| Source : Gallica et CEVIPOF |                           |                |              |              |             |             |  |

#### Vingt-sixième circonscription
| Candidat       | Candidat                  | Parti                     | Premier tour | Premier tour | Second tour | Second tour |  |
| Candidat       | Candidat                  | Parti                     | Voix         | %            | Voix        | %           |  |
| -------------- | ------------------------- | ------------------------- | ------------ | ------------ | ----------- | ----------- |  |
|                | Joël Le Tac sortant réélu | UNR-UDT                   | 14 591       | 45,6         | 18 864      | 61,22       |  |
|                | Odile Arrighi             | PCF                       | 7 831        | 24,47        | 11 871      | 38,52       |  |
|                | René Thomas               | CNIP                      | 5 042        | 15,76        | 80          | 0,26        |  |
|                | Gaston Gévaudan           | SFIO                      | 3 901        | 12,19        | Retrait     | Retrait     |  |
|                | Marcel Prévot             | Divers droite (Gaulliste) | 632          | 1,98         |             |             |  |
|                |                           |                           |              |              |             |             |  |
| Inscrits       | Inscrits                  | Inscrits                  | 48 399       | 100,00       | 48 399      | 100,00      |  |
| Abstentions    | Abstentions               | Abstentions               | 15 746       | 32,53        | 15 423      | 31,87       |  |
| Votants        | Votants                   | Votants                   | 32 653       | 67,47        | 32 976      | 68,13       |  |
| Blancs et nuls | Blancs et nuls            | Blancs et nuls            | 656          | 2,01         | 2 161       | 6,55        |  |
| Exprimés       | Exprimés                  | Exprimés                  | 31 997       | 97,99        | 30 815      | 93,45       |  |

#### Vingt-septième circonscription
| Candidat       | Candidat                      | Parti          | Premier tour | Premier tour | Second tour | Second tour |  |
| Candidat       | Candidat                      | Parti          | Voix         | %            | Voix        | %           |  |
| -------------- | ----------------------------- | -------------- | ------------ | ------------ | ----------- | ----------- |  |
|                | Jean Bernasconi sortant réélu | UNR-UDT        | 12 506       | 42,32        | 14 919      | 48,55       |  |
|                | Louis Baillot                 | PCF            | 11 873       | 40,18        | 13 762      | 44,79       |  |
|                | Charles Tichet                | MRP            | 3 091        | 10,46        | Retrait     | Retrait     |  |
|                | Joseph Collin                 | Modérés        | 2 079        | 7,04         | 2 047       | 6,66        |  |
|                |                               |                |              |              |             |             |  |
| Inscrits       | Inscrits                      | Inscrits       | 46 011       | 100,00       | 46 011      | 100,00      |  |
| Abstentions    | Abstentions                   | Abstentions    | 15 541       | 33,78        | 14 481      | 31,47       |  |
| Votants        | Votants                       | Votants        | 30 470       | 66,22        | 31 530      | 68,53       |  |
| Blancs et nuls | Blancs et nuls                | Blancs et nuls | 921          | 3,02         | 802         | 2,54        |  |
| Exprimés       | Exprimés                      | Exprimés       | 29 549       | 96,98        | 30 728      | 97,46       |  |

#### Vingt-huitième circonscription
| Candidat       | Candidat                   | Parti          | Premier tour | Premier tour | Second tour | Second tour |  |
| Candidat       | Candidat                   | Parti          | Voix         | %            | Voix        | %           |  |
| -------------- | -------------------------- | -------------- | ------------ | ------------ | ----------- | ----------- |  |
|                | Pierre Ruais sortant réélu | UNR-UDT        | 13 238       | 43,41        | 16 243      | 53,56       |  |
|                | André Sibaud               | PCF            | 10 200       | 33,45        | 14 084      | 46,44       |  |
|                | Marcel Ribéra              | CNIP           | 3 000        | 9,84         | Retrait     | Retrait     |  |
|                | Henri Billebaut            | SFIO           | 2 136        | 7,01         | Retrait     | Retrait     |  |
|                | Pierre Marchi              | PSU            | 1 918        | 6,29         | Retrait     | Retrait     |  |
|                |                            |                |              |              |             |             |  |
| Inscrits       | Inscrits                   | Inscrits       | 47 749       | 100,00       | 47 759      | 100,00      |  |
| Abstentions    | Abstentions                | Abstentions    | 16 629       | 34,83        | 16 064      | 33,64       |  |
| Votants        | Votants                    | Votants        | 31 120       | 65,17        | 31 695      | 66,36       |  |
| Blancs et nuls | Blancs et nuls             | Blancs et nuls | 628          | 2,02         | 1 368       | 4,32        |  |
| Exprimés       | Exprimés                   | Exprimés       | 30 492       | 97,98        | 30 327      | 95,68       |  |

#### Vingt-neuvième circonscription
| Candidat       | Candidat               | Parti          | Premier tour | Premier tour | Second tour | Second tour |  |
| Candidat       | Candidat               | Parti          | Voix         | %            | Voix        | %           |  |
| -------------- | ---------------------- | -------------- | ------------ | ------------ | ----------- | ----------- |  |
|                | André Rives-Henrÿs élu | UNR-UDT        | 10 769       | 37,16        | 15 525      | 54,34       |  |
|                | Paul Laurent           | PCF            | 10 229       | 35,3         | 13 047      | 45,66       |  |
|                | Paul Garson            | Radsoc (CNIP)  | 5 379        | 18,56        | Retrait     | Retrait     |  |
|                | André Fosset           | MRP            | 2 600        | 17,01        | Retrait     | Retrait     |  |
|                |                        |                |              |              |             |             |  |
| Inscrits       | Inscrits               | Inscrits       | 44 898       | 100,00       | 45 028      | 100,00      |  |
| Abstentions    | Abstentions            | Abstentions    | 15 188       | 33,83        | 14 924      | 33,14       |  |
| Votants        | Votants                | Votants        | 29 710       | 66,17        | 30 104      | 66,86       |  |
| Blancs et nuls | Blancs et nuls         | Blancs et nuls | 733          | 2,47         | 1 532       | 5,09        |  |
| Exprimés       | Exprimés               | Exprimés       | 28 977       | 97,53        | 28 572      | 94,91       |  |

#### Trentième circonscription
| Candidat                         | Candidat               | Parti          | Premier tour | Premier tour | Second tour | Second tour |  |
| Candidat                         | Candidat               | Parti          | Voix         | %            | Voix        | %           |  |
| -------------------------------- | ---------------------- | -------------- | ------------ | ------------ | ----------- | ----------- |  |
|                                  | Madeleine Marzin       | PCF            | 10 808       | 34,03        | 14 314      | 46,47       |  |
|                                  | Marc Saintout élu      | UNR-UDT        | 10 253       | 32,28        | 16 490      | 53,53       |  |
|                                  | Roger Pinoteau sortant | CNIP           | 7 668        | 24,14        | Retrait     | Retrait     |  |
|                                  | Pierre Astier          | SFIO           | 3 034        | 9,55         | Retrait     | Retrait     |  |
|                                  |                        |                |              |              |             |             |  |
| Inscrits                         | Inscrits               | Inscrits       | 48 906       | 100,00       | 48 906      | 100,00      |  |
| Abstentions                      | Abstentions            | Abstentions    | 16 477       | 33,69        | 16 401      | 33,54       |  |
| Votants                          | Votants                | Votants        | 32 429       | 66,31        | 32 505      | 66,46       |  |
| Blancs et nuls                   | Blancs et nuls         | Blancs et nuls | 666          | 2,05         | 1 701       | 5,23        |  |
| Exprimés                         | Exprimés               | Exprimés       | 31 763       | 97,95        | 30 804      | 94,77       |  |
| Source : Data.gouv.fr et CEVIPOF |                        |                |              |              |             |             |  |

#### Trente-et-unième circonscription
| Candidat       | Candidat                      | Parti          | Premier tour | Premier tour | Second tour | Second tour |  |
| Candidat       | Candidat                      | Parti          | Voix         | %            | Voix        | %           |  |
| -------------- | ----------------------------- | -------------- | ------------ | ------------ | ----------- | ----------- |  |
|                | Albert Marcenet sortant réélu | UNR-UDT        | 18 921       | 40,62        | 24 493      | 52,99       |  |
|                | Henri Rol-Tanguy              | PCF            | 15 966       | 34,27        | 21 726      | 47,01       |  |
|                | René Caron                    | Radsoc         | 4 299        | 9,23         | Retrait     | Retrait     |  |
|                | Robert Tardif                 | CR             | 4 237        | 9,1          | Retrait     | Retrait     |  |
|                | Jacques Raynaud               | PSU            | 3 162        | 6,79         | Retrait     | Retrait     |  |
|                |                               |                |              |              |             |             |  |
| Inscrits       | Inscrits                      | Inscrits       | 71 336       | 100,00       | 71 336      | 100,00      |  |
| Abstentions    | Abstentions                   | Abstentions    | 23 705       | 33,23        | 22 787      | 31,94       |  |
| Votants        | Votants                       | Votants        | 47 631       | 66,77        | 48 549      | 68,06       |  |
| Blancs et nuls | Blancs et nuls                | Blancs et nuls | 1 046        | 2,2          | 2 330       | 4,8         |  |
| Exprimés       | Exprimés                      | Exprimés       | 46 585       | 97,8         | 46 219      | 95,2        |  |

#### Trente-deuxième circonscription (Boulogne-Billancourt)
| Candidat       | Candidat               | Parti          | Premier tour | Premier tour | Second tour | Second tour |  |
| Candidat       | Candidat               | Parti          | Voix         | %            | Voix        | %           |  |
| -------------- | ---------------------- | -------------- | ------------ | ------------ | ----------- | ----------- |  |
|                | André Roulland sortant | UNR-UDT        | 16 996       | 39,85        | 21 276      | 49,38       |  |
|                | Roger Boisseau         | PCF            | 11 759       | 27,57        | Retrait     | Retrait     |  |
|                | Alphonse Le Gallo élu  | SFIO           | 10 535       | 24,7         | 21 812      | 50,62       |  |
|                | Michel Gérard          | CNIP           | 3 355        | 7,87         | Retrait     | Retrait     |  |
|                |                        |                |              |              |             |             |  |
| Inscrits       | Inscrits               | Inscrits       | 62 846       | 100,00       | 62 846      | 100,00      |  |
| Abstentions    | Abstentions            | Abstentions    | 19 515       | 31,05        | 18 286      | 29,1        |  |
| Votants        | Votants                | Votants        | 43 331       | 68,95        | 44 560      | 70,9        |  |
| Blancs et nuls | Blancs et nuls         | Blancs et nuls | 686          | 1,58         | 1 472       | 3,3         |  |
| Exprimés       | Exprimés               | Exprimés       | 42 645       | 98,42        | 43 088      | 96,7        |  |

#### Trente-troisième circonscription (Nanterre)
| Candidat       | Candidat                   | Parti          | Premier tour | Premier tour | Second tour | Second tour |  |
| Candidat       | Candidat                   | Parti          | Voix         | %            | Voix        | %           |  |
| -------------- | -------------------------- | -------------- | ------------ | ------------ | ----------- | ----------- |  |
|                | Raymond Barbet élu         | PCF            | 20 488       | 47,5         | 24 275      | 55,24       |  |
|                | Jean-Marie Toutain sortant | UNR-UDT        | 15 272       | 35,41        | 19 672      | 44,76       |  |
|                | Alfred-Édouard Chobeaux    | SFIO           | 4 740        | 10,99        | Retrait     | Retrait     |  |
|                | Robert Gardes              | MRP            | 2 635        | 6,11         | Retrait     | Retrait     |  |
|                |                            |                |              |              |             |             |  |
| Inscrits       | Inscrits                   | Inscrits       | 58 096       | 100,00       | 58 096      | 100,00      |  |
| Abstentions    | Abstentions                | Abstentions    | 13 908       | 23,94        | 12 456      | 21,44       |  |
| Votants        | Votants                    | Votants        | 44 188       | 76,06        | 45 640      | 78,56       |  |
| Blancs et nuls | Blancs et nuls             | Blancs et nuls | 1 053        | 2,38         | 1 693       | 3,71        |  |
| Exprimés       | Exprimés                   | Exprimés       | 43 135       | 97,62        | 43 947      | 96,29       |  |

#### Trente-quatrième circonscription (Neuilly-sur-Seine)
| Candidat       | Candidat                      | Parti          | Premier tour | Premier tour | Second tour | Second tour |  |
| Candidat       | Candidat                      | Parti          | Voix         | %            | Voix        | %           |  |
| -------------- | ----------------------------- | -------------- | ------------ | ------------ | ----------- | ----------- |  |
|                | Achille Peretti sortant réélu | UNR-UDT        | 21 989       | 45,46        | 26 211      | 54,02       |  |
|                | Georges Dardel                | SFIO           | 10 743       | 22,21        | 22 259      | 45,87       |  |
|                | Alfred Coste-Floret           | CNIP           | 8 168        | 16,88        | 51          | 0,11        |  |
|                | Jean-Baptiste Nennig          | PCF            | 7 475        | 15,45        | Retrait     | Retrait     |  |
|                |                               |                |              |              |             |             |  |
| Inscrits       | Inscrits                      | Inscrits       | 67 255       | 100,00       | 67 260      | 100,00      |  |
| Abstentions    | Abstentions                   | Abstentions    | 17 971       | 26,72        | 16 476      | 24,5        |  |
| Votants        | Votants                       | Votants        | 49 284       | 73,28        | 50 784      | 75,5        |  |
| Blancs et nuls | Blancs et nuls                | Blancs et nuls | 909          | 1,84         | 2 263       | 4,46        |  |
| Exprimés       | Exprimés                      | Exprimés       | 48 375       | 98,16        | 48 521      | 95,54       |  |

#### Trente-cinquième circonscription (Courbevoie)
| Candidat       | Candidat                  | Parti                     | Premier tour | Premier tour | Second tour | Second tour |  |
| Candidat       | Candidat                  | Parti                     | Voix         | %            | Voix        | %           |  |
| -------------- | ------------------------- | ------------------------- | ------------ | ------------ | ----------- | ----------- |  |
|                | Robert Gardes             | PCF                       | 10 340       | 27,13        | 15 334      | 40,86       |  |
|                | Edmond Pezé sortant réélu | UNR-UDT                   | 10 104       | 26,51        | 22 193      | 59,14       |  |
|                | Charles-Gérard Deprez     | Divers droite (Gaulliste) | 8 862        | 23,25        | Retrait     | Retrait     |  |
|                | Louis Allié               | CNIP                      | 3 234        | 8,49         | Retrait     | Retrait     |  |
|                | Raymond Villiers          | PSU                       | 2 143        | 5,62         | Retrait     | Retrait     |  |
|                | Pierre Naudet             | Radsoc                    | 1 773        | 4,65         |             |             |  |
|                | André Lassiaille          | SOC                       | 1 655        | 4,34         |             |             |  |
|                |                           |                           |              |              |             |             |  |
| Inscrits       | Inscrits                  | Inscrits                  | 54 901       | 100,00       | 54 901      | 100,00      |  |
| Abstentions    | Abstentions               | Abstentions               | 15 719       | 28,63        | 14 651      | 26,69       |  |
| Votants        | Votants                   | Votants                   | 39 182       | 71,37        | 40 250      | 73,31       |  |
| Blancs et nuls | Blancs et nuls            | Blancs et nuls            | 1 071        | 2,73         | 2 723       | 6,77        |  |
| Exprimés       | Exprimés                  | Exprimés                  | 38 111       | 97,27        | 37 527      | 93,23       |  |

#### Trente-sixième circonscription (Colombes)
| Candidat       | Candidat                 | Parti          | Premier tour | Premier tour | Second tour | Second tour |  |
| Candidat       | Candidat                 | Parti          | Voix         | %            | Voix        | %           |  |
| -------------- | ------------------------ | -------------- | ------------ | ------------ | ----------- | ----------- |  |
|                | Waldeck L'Huillier élu   | PCF            | 20 010       | 42,92        | 25 588      | 54,28       |  |
|                | Marcelle Devaud sortante | UNR-UDT        | 17 173       | 36,84        | 21 551      | 45,72       |  |
|                | René Bideau              | CNIP           | 4 533        | 9,72         | Retrait     | Retrait     |  |
|                | Pierre Stibbe            | PSU            | 2 706        | 5,8          | Retrait     | Retrait     |  |
|                | Bernard Le Savouroux     | SFIO           | 2 195        | 4,71         |             |             |  |
|                |                          |                |              |              |             |             |  |
| Inscrits       | Inscrits                 | Inscrits       | 64 256       | 100,00       | 64 257      | 100,00      |  |
| Abstentions    | Abstentions              | Abstentions    | 16 592       | 25,82        | 14 879      | 23,16       |  |
| Votants        | Votants                  | Votants        | 47 664       | 74,18        | 49 378      | 76,84       |  |
| Blancs et nuls | Blancs et nuls           | Blancs et nuls | 1 047        | 2,2          | 2 239       | 4,53        |  |
| Exprimés       | Exprimés                 | Exprimés       | 46 617       | 97,8         | 47 139      | 95,47       |  |

#### Trente-septième circonscription (Asnières)
|                | Michel Maurice-Bokanowski sortant réélu | UNR-UDT        | 25 550 | 52,53  |  |  |  |
|                | Claude Denis                            | PCF            | 10 883 | 22,38  |  |  |  |
|                | Jean Huet                               | SFIO           | 7 143  | 14,69  |  |  |  |
|                | Jean-Louis Martin                       | CNIP           | 5 063  | 10,41  |  |  |  |
|                |                                         |                |        |        |  |  |  |
| Inscrits       | Inscrits                                | Inscrits       | 68 523 | 100,00 |  |  |  |
| Abstentions    | Abstentions                             | Abstentions    | 19 088 | 27,86  |  |  |  |
| Votants        | Votants                                 | Votants        | 49 435 | 72,14  |  |  |  |
| Blancs et nuls | Blancs et nuls                          | Blancs et nuls | 796    | 1,61   |  |  |  |
| Exprimés       | Exprimés                                | Exprimés       | 48 639 | 98,39  |  |  |  |

#### Trente-huitième circonscription (Levallois-Perret)
| Candidat       | Candidat                    | Parti                     | Premier tour | Premier tour | Second tour | Second tour |  |
| Candidat       | Candidat                    | Parti                     | Voix         | %            | Voix        | %           |  |
| -------------- | --------------------------- | ------------------------- | ------------ | ------------ | ----------- | ----------- |  |
|                | Roland Carter sortant réélu | UNR-UDT                   | 19 136       | 37,82        | 26 989      | 53,59       |  |
|                | Rose Guérin                 | PCF                       | 15 615       | 30,86        | 23 369      | 46,41       |  |
|                | Claude Fuzier               | SFIO                      | 6 279        | 12,41        | Retrait     | Retrait     |  |
|                | Charles Deutschmann         | CNIP                      | 5 844        | 11,55        | Retrait     | Retrait     |  |
|                | Pierre Mattéi               | PSU                       | 2 295        | 4,54         |             |             |  |
|                | Hervé Lavenir               | Divers droite (Gaulliste) | 946          | 1,87         |             |             |  |
|                | Louis Vennetier             | UFF                       | 478          | 0,94         |             |             |  |
|                |                             |                           |              |              |             |             |  |
| Inscrits       | Inscrits                    | Inscrits                  | 71 953       | 100,00       | 71 953      | 100,00      |  |
| Abstentions    | Abstentions                 | Abstentions               | 20 385       | 28,33        | 18 979      | 26,38       |  |
| Votants        | Votants                     | Votants                   | 51 568       | 71,67        | 52 974      | 73,62       |  |
| Blancs et nuls | Blancs et nuls              | Blancs et nuls            | 975          | 1,89         | 2 616       | 4,94        |  |
| Exprimés       | Exprimés                    | Exprimés                  | 50 593       | 98,11        | 50 358      | 95,06       |  |

#### Trente-neuvième circonscription (Saint-Ouen)
|                | Étienne Fajon élu           | PCF            | 26 948 | 54,67  |  |  |  |
|                | Robert Rousseau             | UNR-UDT        | 11 876 | 24,09  |  |  |  |
|                | Jean-Charles Privet sortant | SFIO           | 6 059  | 12,29  |  |  |  |
|                | Robert Parenty              | CNIP           | 4 412  | 8,95   |  |  |  |
|                |                             |                |        |        |  |  |  |
| Inscrits       | Inscrits                    | Inscrits       | 66 795 | 100,00 |  |  |  |
| Abstentions    | Abstentions                 | Abstentions    | 16 484 | 24,68  |  |  |  |
| Votants        | Votants                     | Votants        | 50 311 | 75,32  |  |  |  |
| Blancs et nuls | Blancs et nuls              | Blancs et nuls | 1 016  | 2,02   |  |  |  |
| Exprimés       | Exprimés                    | Exprimés       | 49 295 | 97,98  |  |  |  |

#### Quarantième circonscription (Saint-Denis)
|                | Fernand Grenier sortant réélu | PCF            | 20 115 | 61,02  |  |  |  |
|                | Jacques Tunzini               | UNR-UDT        | 7 024  | 21,31  |  |  |  |
|                | Jean Destrée                  | Modérés        | 3 740  | 11,35  |  |  |  |
|                | Gilbert Bonnemaison           | SFIO           | 2 085  | 6,33   |  |  |  |
|                |                               |                |        |        |  |  |  |
| Inscrits       | Inscrits                      | Inscrits       | 46 938 | 100,00 |  |  |  |
| Abstentions    | Abstentions                   | Abstentions    | 13 303 | 28,34  |  |  |  |
| Votants        | Votants                       | Votants        | 33 635 | 71,66  |  |  |  |
| Blancs et nuls | Blancs et nuls                | Blancs et nuls | 671    | 1,99   |  |  |  |
| Exprimés       | Exprimés                      | Exprimés       | 32 964 | 98,01  |  |  |  |

#### Quarante-et-unième circonscription (Aubervilliers)
|                | Waldeck Rochet sortant réélu | PCF            | 28 278 | 64,21  |  |  |  |
|                | Lucien Poisson               | UNR-UDT        | 12 419 | 28,2   |  |  |  |
|                | Jean Fontaine                | MRP            | 3 345  | 7,6    |  |  |  |
|                |                              |                |        |        |  |  |  |
| Inscrits       | Inscrits                     | Inscrits       | 61 540 | 100,00 |  |  |  |
| Abstentions    | Abstentions                  | Abstentions    | 16 224 | 26,36  |  |  |  |
| Votants        | Votants                      | Votants        | 45 316 | 73,64  |  |  |  |
| Blancs et nuls | Blancs et nuls               | Blancs et nuls | 1 274  | 2,81   |  |  |  |
| Exprimés       | Exprimés                     | Exprimés       | 44 042 | 97,19  |  |  |  |

#### Quarante-deuxième circonscription (Bobigny)
|                | Maurice Nilès sortant réélu | PCF            | 26 511 | 61,03  |  |  |  |
|                | Eugène Bertholet            | UNR-UDT        | 12 612 | 29,03  |  |  |  |
|                | Lucien Dufrénoy             | MRP            | 4 318  | 9,94   |  |  |  |
|                |                             |                |        |        |  |  |  |
| Inscrits       | Inscrits                    | Inscrits       | 59 281 | 100,00 |  |  |  |
| Abstentions    | Abstentions                 | Abstentions    | 14 446 | 24,37  |  |  |  |
| Votants        | Votants                     | Votants        | 44 835 | 75,63  |  |  |  |
| Blancs et nuls | Blancs et nuls              | Blancs et nuls | 1 394  | 3,11   |  |  |  |
| Exprimés       | Exprimés                    | Exprimés       | 43 441 | 96,89  |  |  |  |

#### Quarante-troisième circonscription (Bondy)
| Candidat       | Candidat                       | Parti          | Premier tour | Premier tour | Second tour | Second tour |  |
| Candidat       | Candidat                       | Parti          | Voix         | %            | Voix        | %           |  |
| -------------- | ------------------------------ | -------------- | ------------ | ------------ | ----------- | ----------- |  |
|                | Robert Calméjane sortant réélu | UNR-UDT        | 21 737       | 38,69        | 28 223      | 51,19       |  |
|                | Jean Houdremont                | PCF            | 18 023       | 32,08        | 26 912      | 48,81       |  |
|                | Maurice Coutrot                | SFIO           | 12 189       | 21,69        | Retrait     | Retrait     |  |
|                | Marcel Debarge                 | PSU            | 2 189        | 3,9          |             |             |  |
|                | Henri Fasseur                  | Extrême droite | 2 047        | 3,64         |             |             |  |
|                |                                |                |              |              |             |             |  |
| Inscrits       | Inscrits                       | Inscrits       | 77 079       | 100,00       | 77 080      | 100,00      |  |
| Abstentions    | Abstentions                    | Abstentions    | 19 582       | 25,41        | 18 872      | 24,48       |  |
| Votants        | Votants                        | Votants        | 57 497       | 74,59        | 58 208      | 75,52       |  |
| Blancs et nuls | Blancs et nuls                 | Blancs et nuls | 1 312        | 2,28         | 3 073       | 5,28        |  |
| Exprimés       | Exprimés                       | Exprimés       | 56 185       | 97,72        | 55 135      | 94,72       |  |

#### Quarante-quatrième circonscription (Bagnolet)
| Candidat       | Candidat                  | Parti          | Premier tour | Premier tour | Second tour | Second tour |  |
| Candidat       | Candidat                  | Parti          | Voix         | %            | Voix        | %           |  |
| -------------- | ------------------------- | -------------- | ------------ | ------------ | ----------- | ----------- |  |
|                | Jean Lolive sortant réélu | PCF            | 22 050       | 48,03        | 26 055      | 56,93       |  |
|                | Maurice Bellot            | UNR-UDT        | 16 137       | 35,15        | 19 715      | 43,07       |  |
|                | Gérard Jaquet             | SFIO           | 7 725        | 16,83        | Retrait     | Retrait     |  |
|                |                           |                |              |              |             |             |  |
| Inscrits       | Inscrits                  | Inscrits       | 66 068       | 100,00       | 66 069      | 100,00      |  |
| Abstentions    | Abstentions               | Abstentions    | 18 978       | 28,72        | 18 281      | 27,67       |  |
| Votants        | Votants                   | Votants        | 47 090       | 71,28        | 47 788      | 72,33       |  |
| Blancs et nuls | Blancs et nuls            | Blancs et nuls | 1 178        | 2,5          | 2 018       | 4,22        |  |
| Exprimés       | Exprimés                  | Exprimés       | 45 912       | 97,5         | 45 770      | 95,78       |  |

#### Quarante-cinquième circonscription (Montreuil)
| Candidat       | Candidat                      | Parti          | Premier tour | Premier tour | Second tour | Second tour |  |
| Candidat       | Candidat                      | Parti          | Voix         | %            | Voix        | %           |  |
| -------------- | ----------------------------- | -------------- | ------------ | ------------ | ----------- | ----------- |  |
|                | Louis Odru élu                | PCF            | 20 572       | 45,65        | 25 077      | 53,38       |  |
|                | Jean-Pierre Profichet sortant | UNR-UDT        | 18 771       | 41,65        | 21 897      | 46,62       |  |
|                | Édouard Stoesel               | SFIO           | 3 854        | 8,55         | Retrait     | Retrait     |  |
|                | René Couturaud                | UFF            | 1 867        | 4,14         |             |             |  |
|                |                               |                |              |              |             |             |  |
| Inscrits       | Inscrits                      | Inscrits       | 64 664       | 100,00       | 64 658      | 100,00      |  |
| Abstentions    | Abstentions                   | Abstentions    | 18 498       | 28,61        | 15 948      | 24,67       |  |
| Votants        | Votants                       | Votants        | 46 166       | 71,39        | 48 710      | 75,33       |  |
| Blancs et nuls | Blancs et nuls                | Blancs et nuls | 1 102        | 2,39         | 1 736       | 3,56        |  |
| Exprimés       | Exprimés                      | Exprimés       | 45 064       | 97,61        | 46 974      | 96,44       |  |

#### Quarante-sixième circonscription (Vincennes)
| Candidat       | Candidat                | Parti          | Premier tour | Premier tour | Second tour | Second tour |  |
| Candidat       | Candidat                | Parti          | Voix         | %            | Voix        | %           |  |
| -------------- | ----------------------- | -------------- | ------------ | ------------ | ----------- | ----------- |  |
|                | Robert-André Vivien élu | UNR-UDT        | 20 483       | 40,29        | 25 691      | 48,16       |  |
|                | Antoine Quinson sortant | CNIP           | 12 317       | 24,23        | 13 988      | 26,22       |  |
|                | Charles Garcia          | PCF            | 11 908       | 23,42        | 13 662      | 25,61       |  |
|                | Roger Ménager           | MRP            | 3 342        | 6,57         | Retrait     | Retrait     |  |
|                | Jacques Hémon           | Radsoc         | 2 790        | 5,49         | Retrait     | Retrait     |  |
|                |                         |                |              |              |             |             |  |
| Inscrits       | Inscrits                | Inscrits       | 71 686       | 100,00       | 71 686      | 100,00      |  |
| Abstentions    | Abstentions             | Abstentions    | 19 490       | 27,19        | 16 588      | 23,14       |  |
| Votants        | Votants                 | Votants        | 52 196       | 72,81        | 55 098      | 76,86       |  |
| Blancs et nuls | Blancs et nuls          | Blancs et nuls | 1 356        | 2,6          | 1 757       | 3,19        |  |
| Exprimés       | Exprimés                | Exprimés       | 50 840       | 97,4         | 53 341      | 96,81       |  |

#### Quarante-septième circonscription (Champigny-sur-Marne)
| Candidat       | Candidat                       | Parti          | Premier tour | Premier tour | Second tour | Second tour |  |
| Candidat       | Candidat                       | Parti          | Voix         | %            | Voix        | %           |  |
| -------------- | ------------------------------ | -------------- | ------------ | ------------ | ----------- | ----------- |  |
|                | Roland Nungesser sortant réélu | UNR-UDT        | 23 616       | 47,88        | 28 306      | 56,61       |  |
|                | Louis Talamoni                 | PCF            | 16 816       | 34,09        | 21 700      | 43,39       |  |
|                | Robert Belvaux                 | SFIO           | 3 866        | 7,84         | Retrait     | Retrait     |  |
|                | Christian Bourguignon          | CNIP           | 2 628        | 5,33         | Retrait     | Retrait     |  |
|                | Henri Le Guichaoua             | Modérés        | 2 396        | 4,86         |             |             |  |
|                |                                |                |              |              |             |             |  |
| Inscrits       | Inscrits                       | Inscrits       | 67 046       | 100,00       | 67 146      | 100,00      |  |
| Abstentions    | Abstentions                    | Abstentions    | 16 671       | 24,87        | 14 719      | 21,92       |  |
| Votants        | Votants                        | Votants        | 50 375       | 75,13        | 52 427      | 78,08       |  |
| Blancs et nuls | Blancs et nuls                 | Blancs et nuls | 1 053        | 2,09         | 2 421       | 4,62        |  |
| Exprimés       | Exprimés                       | Exprimés       | 49 322       | 97,91        | 50 006      | 95,38       |  |

#### Quarante-huitième circonscription (Créteil)
| Candidat       | Candidat                | Parti                     | Premier tour | Premier tour | Second tour | Second tour |  |
| Candidat       | Candidat                | Parti                     | Voix         | %            | Voix        | %           |  |
| -------------- | ----------------------- | ------------------------- | ------------ | ------------ | ----------- | ----------- |  |
|                | Pierre Billotte élu     | UNR-UDT                   | 14 693       | 29,98        | 26 681      | 51,39       |  |
|                | Armand Dudach           | PCF                       | 13 975       | 28,52        | 17 467      | 33,64       |  |
|                | Philippe Vayron sortant | CNIP                      | 7 464        | 15,23        | 7 774       | 14,97       |  |
|                | Charles Julien          | MRP                       | 7 353        | 15,01        | Retrait     | Retrait     |  |
|                | Marcel Zehnacker        | Divers droite (Gaulliste) | 3 015        | 6,15         | Retrait     | Retrait     |  |
|                | André Abéla             | Radsoc                    | 1 845        | 3,77         |             |             |  |
|                | Henri Jehan             | Divers droite (Gaulliste) | 657          | 1,34         |             |             |  |
|                |                         |                           |              |              |             |             |  |
| Inscrits       | Inscrits                | Inscrits                  | 70 354       | 100,00       | 70 356      | 100,00      |  |
| Abstentions    | Abstentions             | Abstentions               | 20 239       | 28,77        | 17 222      | 24,48       |  |
| Votants        | Votants                 | Votants                   | 50 115       | 71,23        | 53 134      | 75,52       |  |
| Blancs et nuls | Blancs et nuls          | Blancs et nuls            | 1 113        | 2,22         | 1 212       | 2,28        |  |
| Exprimés       | Exprimés                | Exprimés                  | 49 002       | 97,78        | 51 922      | 97,72       |  |

#### Quarante-neuvième circonscription (Alfortville)
| Candidat       | Candidat              | Parti          | Premier tour | Premier tour | Second tour | Second tour |  |
| Candidat       | Candidat              | Parti          | Voix         | %            | Voix        | %           |  |
| -------------- | --------------------- | -------------- | ------------ | ------------ | ----------- | ----------- |  |
|                | Michel Peytel sortant | UNR-UDT        | 17 335       | 35,37        | 21 543      | 43,18       |  |
|                | Roland Foucard        | PCF            | 13 958       | 28,48        | Retrait     | Retrait     |  |
|                | Henri Guérin          | CR             | 9 593        | 19,57        | 6 350       | 12,73       |  |
|                | Raoul Bleuse élu      | PSU            | 8 128        | 16,58        | 21 997      | 44,09       |  |
|                |                       |                |              |              |             |             |  |
| Inscrits       | Inscrits              | Inscrits       | 68 002       | 100,00       | 67 956      | 100,00      |  |
| Abstentions    | Abstentions           | Abstentions    | 17 984       | 26,45        | 16 940      | 24,93       |  |
| Votants        | Votants               | Votants        | 50 018       | 73,55        | 51 016      | 75,07       |  |
| Blancs et nuls | Blancs et nuls        | Blancs et nuls | 1 004        | 2,01         | 1 126       | 2,21        |  |
| Exprimés       | Exprimés              | Exprimés       | 49 014       | 97,99        | 49 890      | 97,79       |  |

#### Cinquantième circonscription (Ivry-sur-Seine)
|                | Maurice Thorez sortant réélu | PCF            | 27 703 | 58,41  |  |  |  |
|                | Victor Rochenoir             | UNR-UDT        | 14 655 | 30,9   |  |  |  |
|                | Albert Besse                 | MRP            | 5 073  | 10,7   |  |  |  |
|                |                              |                |        |        |  |  |  |
| Inscrits       | Inscrits                     | Inscrits       | 65 839 | 100,00 |  |  |  |
| Abstentions    | Abstentions                  | Abstentions    | 16 460 | 25     |  |  |  |
| Votants        | Votants                      | Votants        | 49 379 | 75     |  |  |  |
| Blancs et nuls | Blancs et nuls               | Blancs et nuls | 1 948  | 3,94   |  |  |  |
| Exprimés       | Exprimés                     | Exprimés       | 47 431 | 96,06  |  |  |  |

#### Cinquante-et-unième circonscription (Choisy-le-Roy)
| Candidat       | Candidat                      | Parti          | Premier tour | Premier tour | Second tour | Second tour |  |
| Candidat       | Candidat                      | Parti          | Voix         | %            | Voix        | %           |  |
| -------------- | ----------------------------- | -------------- | ------------ | ------------ | ----------- | ----------- |  |
|                | Fernand Dupuy élu             | PCF            | 19 338       | 42,7         | 23 247      | 50,95       |  |
|                | Daniel Dreyfous-Ducas sortant | UNR-UDT        | 17 140       | 37,85        | 22 376      | 49,05       |  |
|                | Pierre Tabanou                | SFIO           | 5 134        | 11,34        | Retrait     | Retrait     |  |
|                | Philippe Farine               | MRP            | 3 674        | 8,11         | Retrait     | Retrait     |  |
|                |                               |                |              |              |             |             |  |
| Inscrits       | Inscrits                      | Inscrits       | 61 477       | 100,00       | 61 477      | 100,00      |  |
| Abstentions    | Abstentions                   | Abstentions    | 15 216       | 24,75        | 13 871      | 22,56       |  |
| Votants        | Votants                       | Votants        | 46 261       | 75,25        | 47 606      | 77,44       |  |
| Blancs et nuls | Blancs et nuls                | Blancs et nuls | 975          | 2,11         | 1 983       | 4,17        |  |
| Exprimés       | Exprimés                      | Exprimés       | 45 286       | 97,89        | 45 623      | 95,83       |  |

#### Cinquante-deuxième circonscription (Villejuif)
|                | Marie-Claude Vaillant-Couturier élue | PCF            | 25 452 | 50,04  |  |  |  |
|                | Jean Bouvet                          | UNR-UDT        | 13 617 | 26,77  |  |  |  |
|                | Antoine Lacroix sortant              | SFIO           | 10 842 | 21,32  |  |  |  |
|                | Yves de Coatgoureden                 | UFF            | 950    | 1,87   |  |  |  |
|                |                                      |                |        |        |  |  |  |
| Inscrits       | Inscrits                             | Inscrits       | 68 898 | 100,00 |  |  |  |
| Abstentions    | Abstentions                          | Abstentions    | 17 015 | 24,7   |  |  |  |
| Votants        | Votants                              | Votants        | 51 883 | 75,3   |  |  |  |
| Blancs et nuls | Blancs et nuls                       | Blancs et nuls | 1 022  | 1,97   |  |  |  |
| Exprimés       | Exprimés                             | Exprimés       | 50 861 | 98,03  |  |  |  |

#### Cinquante-troisième circonscription (Antony)
| Candidat       | Candidat                   | Parti          | Premier tour | Premier tour | Second tour | Second tour |  |
| Candidat       | Candidat                   | Parti          | Voix         | %            | Voix        | %           |  |
| -------------- | -------------------------- | -------------- | ------------ | ------------ | ----------- | ----------- |  |
|                | Paul Mainguy sortant réélu | UNR-UDT        | 19 848       | 34,54        | 29 830      | 53,94       |  |
|                | Léo Figuères               | PCF            | 16 134       | 28,07        | 25 476      | 46,06       |  |
|                | Henri Ginoux               | CNIP           | 11 098       | 19,31        | Retrait     | Retrait     |  |
|                | Georges Suant              | PSU            | 10 388       | 18,08        | Retrait     | Retrait     |  |
|                |                            |                |              |              |             |             |  |
| Inscrits       | Inscrits                   | Inscrits       | 79 388       | 100,00       | 79 388      | 100,00      |  |
| Abstentions    | Abstentions                | Abstentions    | 20 656       | 26,02        | 20 077      | 25,29       |  |
| Votants        | Votants                    | Votants        | 58 732       | 73,98        | 59 311      | 74,71       |  |
| Blancs et nuls | Blancs et nuls             | Blancs et nuls | 1 264        | 2,15         | 4 005       | 6,75        |  |
| Exprimés       | Exprimés                   | Exprimés       | 57 468       | 97,85        | 55 306      | 93,25       |  |

#### Cinquante-quatrième circonscription (Clamart)
| Candidat       | Candidat                   | Parti          | Premier tour | Premier tour | Second tour | Second tour |  |
| Candidat       | Candidat                   | Parti          | Voix         | %            | Voix        | %           |  |
| -------------- | -------------------------- | -------------- | ------------ | ------------ | ----------- | ----------- |  |
|                | Pierre Comte-Offenbach élu | UNR-UDT        | 19 151       | 32,38        | 30 398      | 52,95       |  |
|                | Robert Levol               | PCF            | 16 743       | 28,31        | 27 013      | 47,05       |  |
|                | Erwin Guldner              | MRP            | 7 808        | 13,2         | Retrait     | Retrait     |  |
|                | Édouard Depreux            | PSU            | 7 754        | 13,11        | Retrait     | Retrait     |  |
|                | Maurice Dolivet            | SFIO           | 4 531        | 7,66         | Retrait     | Retrait     |  |
|                | Pierre de Léotard          | CR             | 3 159        | 5,34         | Retrait     | Retrait     |  |
|                |                            |                |              |              |             |             |  |
| Inscrits       | Inscrits                   | Inscrits       | 81 014       | 100,00       | 81 016      | 100,00      |  |
| Abstentions    | Abstentions                | Abstentions    | 20 599       | 25,43        | 19 230      | 23,74       |  |
| Votants        | Votants                    | Votants        | 60 415       | 74,57        | 61 786      | 76,26       |  |
| Blancs et nuls | Blancs et nuls             | Blancs et nuls | 1 269        | 2,1          | 4 375       | 7,08        |  |
| Exprimés       | Exprimés                   | Exprimés       | 59 146       | 97,9         | 57 411      | 92,92       |  |

#### Cinquante-cinquième circonscription (Issy-les-Moulineaux)
| Candidat       | Candidat              | Parti          | Premier tour | Premier tour | Second tour | Second tour |  |
| Candidat       | Candidat              | Parti          | Voix         | %            | Voix        | %           |  |
| -------------- | --------------------- | -------------- | ------------ | ------------ | ----------- | ----------- |  |
|                | Léon Salagnac élu     | PCF            | 19 128       | 38,82        | 25 385      | 51,4        |  |
|                | René Plazanet sortant | UNR-UDT        | 17 768       | 36,06        | 24 003      | 48,6        |  |
|                | Georges Dufour        | CNIP           | 4 991        | 10,13        | Retrait     | Retrait     |  |
|                | Roger Parmelan        | SFIO           | 3 355        | 6,81         | Retrait     | Retrait     |  |
|                | Roger Dauphin         | PSU            | 3 140        | 6,37         | Retrait     | Retrait     |  |
|                | Michel Moulun         | Divers         | 886          | 1,8          |             |             |  |
|                |                       |                |              |              |             |             |  |
| Inscrits       | Inscrits              | Inscrits       | 66 658       | 100,00       | 66 659      | 100,00      |  |
| Abstentions    | Abstentions           | Abstentions    | 16 440       | 24,66        | 14 863      | 22,3        |  |
| Votants        | Votants               | Votants        | 50 218       | 75,34        | 51 796      | 77,7        |  |
| Blancs et nuls | Blancs et nuls        | Blancs et nuls | 950          | 1,89         | 2 408       | 4,65        |  |
| Exprimés       | Exprimés              | Exprimés       | 49 268       | 98,11        | 49 388      | 95,35       |  |